# Водовозов Василь Васильович
Василь Васильович Водовозов (рос. Водовозов, Василий Васильевич, 22 грудня 1864, Санкт-Петербург, Російська імперія — 7 жовтня 1933, біля Збраслава, Чехія) — журналіст, публіцист, громадський та політичний діяч.
Народився в м. Санкт-Петербург у родині педагогів. Від 1883 навчався на історико-філологічному, а з 1885 на юридичному факультеті Петербурзького університету, брав участь у студентському русі, з 1886 вів міжнародний відділ у газеті «Неделя».
1887 заарештований, засланий в Архангельську губернію. 1890 екстерном закінчив університет. 1891– 93 — в Самарі (Росія), де залучився до народницького руху. У цей період багато публікувався у журналах «Мир Божий», «Северный вестник», «Юридический вестник», завідував відділом газети «Русская жизнь».
Від кінця 1895 у Києві, брав участь у діяльності соціал-демократичних і есерівських організацій, київського «Союзу боротьби за визволення робітничого класу» і київського комітету РСДРП. Співпрацював у газеті «Киевское слово» (1896), «Киевские отклики» (1904), одеському журналі «Южное обозрение» (1904), член правління Київського літературно-артистичного товариства. 1903 увійшов до «Союзу визволення». Од 1904 — у С.-Петербурзі. За низку публікацій про революційний рух 1905–07 та видання брошури «Сборник программ политических партий в России» (1906) йому було заборонено редагувати будь-які видання. Один з провідних діячів Трудової групи (див. Народно-соціалістична (трудова) партія), в лютому 1907 обраний членом її ЦК. З 1910 — секретар Петербурзького літературного товариства.
У роки Першої світової війни виступав за поразку царського уряду, укладення миру. Після Лютневої революції 1917 входив до ЦК Трудової народно-соціалістичної партії. Після Жовтневої революції 1917 займався журналістикою, працював у Петроградському історико-революційному архіві, університеті, інституті журналістики.
Од 1922 — у Берліні (Німеччина), від 1924 — у Празі (Чехія). Співпрацював у зарубіжних періодичних та енциклопедичних виданнях.
Помер поблизу м. Збраслав (Чехія).